# Огън в небето
„Огън в небето“ (на английски: Fire in the Sky) е американски биографичен научнофантастичен филм от 1993 г.
Базиран е на книгата на Травис Уолтън „The Walton Experience“. Създателят на Досиетата Х Крис Картър, е впечатлен от играта на Робърт Патрик, което води до избора му за ролята на ФБР агента Джон Догет през 2000 г.

## Сюжет
Внимание:  Текстът по-долу разкрива сюжета на произведението (или части от него)!
На 5 ноември 1975 г. в Сноуфлейк, Аризона, дърваря Травис Уолтън (Даниъл Бернар Суийни) и неговите колеги – Майк Роджърс (Робърт Патрик), Алън Делис (Крейг Шефър), Дейвид Уитлок (Питър Бърг), Грег Хайес (Хенри Томас) и Боби Когдил (Брадли Грег), започват работа в Белите планини (Уайт маунтинс).
Прибирайки се от работа вечерта, мъжете виждат неидентифициран летящ обект (НЛО). Любопитен да научи повече, Уолтън излиза от камиона и е ударен от светъл лъч светлина от обекта, след което е запратен на няколко метра назад, сякаш избутан от невидима сила. Страхувайки се, че Уолтън е убит, другите бягат от там. Роджърс решава да се върне на мястото, за да вземе Уолтън, но не може да го намери никъде. Карайки обратно към града, за да докладват за инцидента, дървосекачите са изпълнени със скептицизъм, тъй като това звучи като празни приказки за шериф Блейк Дейвис (Ноубъл Уилингъм) и лейтенант Франк Уотърс (Джеймс Гарнър). Те са заподозрени в престъпление, въпреки че нямат представа за местонахождението на Уолтън.
След разпитване на мъжете, лейтенант Уотърс осъзнава, че има доста напрежение между Уолтън и Делис, карайки го да вярва, че това може да е разследване на убийство. Лейтенантът също открива вестник в техния камион със статия за извънземни, намеквайки, че те са използвали това да си съчинят историята. Мъжете са обвинени в убийство и са заплашени от брата на Уолтън – Дан Уолтън (Скот Макдоналд). Мъжете се подлагат на детектор на лъжата и го преминават успешно. След теста, Роджърс е възмутен, че резултатите не са споделени с обществото и той и неговите момчета отказват да се върнат на следващия ден, за да го преминат пак. Въпреки това, след като те напускат сградата, човекът, който прилага тестовете, казва на шерифът и лейтенанта, че с изключение на Делис (който е неубедителен), другите мъже, изглежда казват истината.
Пет дни по-късно, Роджърс получава обаждане от някого твърдящ, че е Уолтън. Той се намира на бензиностанция Евер жив, но гол, дехидратиран и неспособен да говори. Уфолог задава въпрос на Уолтън, но той е изгонен, а Уолтън е откаран в болница. Роджърс посещава Уолтън, докато е в спешното отделение и в крайна сметка му казва, че са го оставили, след като е бил поразен от светлината, но се е върнал, за да го вземе. Уолтън изглежда много ядосан от това и отвръща погледа си от Роджърс, който го обвинява за целия инцидент, с неговото излизане от камиона. По време парти за добре дошъл, Уолтън получава ретроспекция на отвличането си от извънземни.
Той изведнъж си спомня как се събужда объркан в мазен утробо-подобен пашкул, вграден в стените на извънземен кораб. Когато Уолтън излиза от пашкула, той бързо дезориентира в околната среда, която е без гравитация. В състояние на шок, той се опитва да намери начин да избяга, но само открива други пашкули, пълни с разлагащи се трупове на други човешки същества. Ужасен, той се скита (или по-скоро плува) безцелно, докато извънземните го хващат. Уолтън с нежелание е повлечен надолу по тъмните коридори, затрупани с предмети от Земята, като ключове, обувки, книги, очила и т.н. (най-вероятно принадлежащи на други отвлечени). Той е отведен в странна стая за експериментиране. Там, той веднага е завързан и покрит с бял еластичен пласт, който плътно го прикрепя за масата, под ослепителна бяла светлина. Въпреки отчаяните викове на Уолтън, извънземните не приемат страданието му. Вместо това, те гледат на него с голямо любопитство и презрение. Те не показват на Уолтън никаква милост и без да кажат нито дума, го подлагат на изключително болезнен и ужасяващ експеримент, в който тръби се плъзват надолу по гърлото му, а желеобразна субстанция е излята в устата му, рязко, устройство се вкарва в шията му, а игла минава през окото му. След това, Уолтън губи съзнание, докато не се озовава обратно на Земята, дезориентиран и силно травмиран.
Докато разпитва Уолтън, лейтенант Уотърс изразява своите съмнения относно отвличането, като просто измислица. Той отбелязва, новопридобитата знаменитост на Уолтън, заради опитите на медиите „да се възползват от неговата история“. Филмът завършва с развръзката между Уолтън и Роджърс. На закриването надписи изясняват, че през 1993 г. дървосекачите са подложени отново на допълнителни полиграфски изследвания, които те преминават, потвърждаващи тяхната невинност.

## Актьорски състав
- Робърт Патрик – Майк Роджърс
- Даниъл Бернар Суийни – Травис Уолтън
- Джеймс Гарнър – л-т Франк Уотърс
- Крейг Шефър – Алън Делис
- Питър Бърг – Дейвид Уитлок
- Хенри Томас – Грег Хайес
- Брадли Грег – Боби Когдил
- Скот Макдоналд – Дан Уолтън
- Ноубъл Уилингъм – шериф Блейк Дейвис